# Luiz Bueno
Luiz Pereira Bueno (* 16. Januar 1937 in São Paulo; † 8. Februar 2011 ebenda) war ein brasilianischer Automobilrennfahrer.

## Karriere
Bueno, in den 1960er-Jahren zweimaliger brasilianischer Tourenwagenmeister, kam 1969 nach Großbritannien, um dort in die britische Formel-Ford-Meisterschaft einzusteigen. Der talentierte Bueno, der 1967 die 1000 km von Brasilien gemeinsam mit Luiz Terra Smith mit einem Renault Alpine A110 gewonnen hatte, siegte bei fünf Rennen, kehrte aber 1970 in seine Heimat zurück, um dort wieder Tourenwagenrennen zu fahren.
In Brasilien galt Bueno Anfang der 1970er-Jahre als zweite große Nachwuchshoffnung neben Emerson Fittipaldi und eine erfolgreiche Zukunft schien ihm offenzustehen. Aber er weigerte sich beharrlich, erneut nach Europa zu kommen. So blieb ihm eine internationale Karriere versagt.
Bueno nahm an zwei Formel-1-Rennen teil. Sein Debüt gab er beim Großen Preis von Brasilien 1972, einem Rennen, das keinen Weltmeisterschaftsstatus hatte. Bueno startete neben Ronnie Peterson für das March-Werksteam in einem March 721. Er qualifizierte sich für den zehnten Startplatz und kam als Sechster ins Ziel.
Buenos zweites Formel-1-Rennen war der Große Preis von Brasilien 1973. Das Rennen war, anders als im Vorjahr, ein Lauf der Formel-1-Weltmeisterschaft. Bueno fuhr einen TS9 des Surtees-Werksteams. Vom 20. und letzten Startplatz aus ins Rennen gehend, wurde er mit vier Runden Rückstand auf den Sieger Emerson Fittipaldi und dessen Lotus 72 Zwölfter.

## Statistik

### Einzelergebnisse in der Sportwagen-Weltmeisterschaft
| Saison | Team      | Rennwagen   | 1   | 2   | 3   | 4   | 5   | 6   | 7   | 8   | 9   | 10  | 11  |
| ------ | --------- | ----------- | --- | --- | --- | --- | --- | --- | --- | --- | --- | --- | --- |
| 1972   | Hollywood | Porsche 908 | BUA | DAY | SEB | BRH | MON | SPA | TAR | NÜR | LEM | ZEL | WAT |
| 1972   | Hollywood | Porsche 908 |     |     |     |     |     |     | DNF |     |     |     |     |